# Téléo

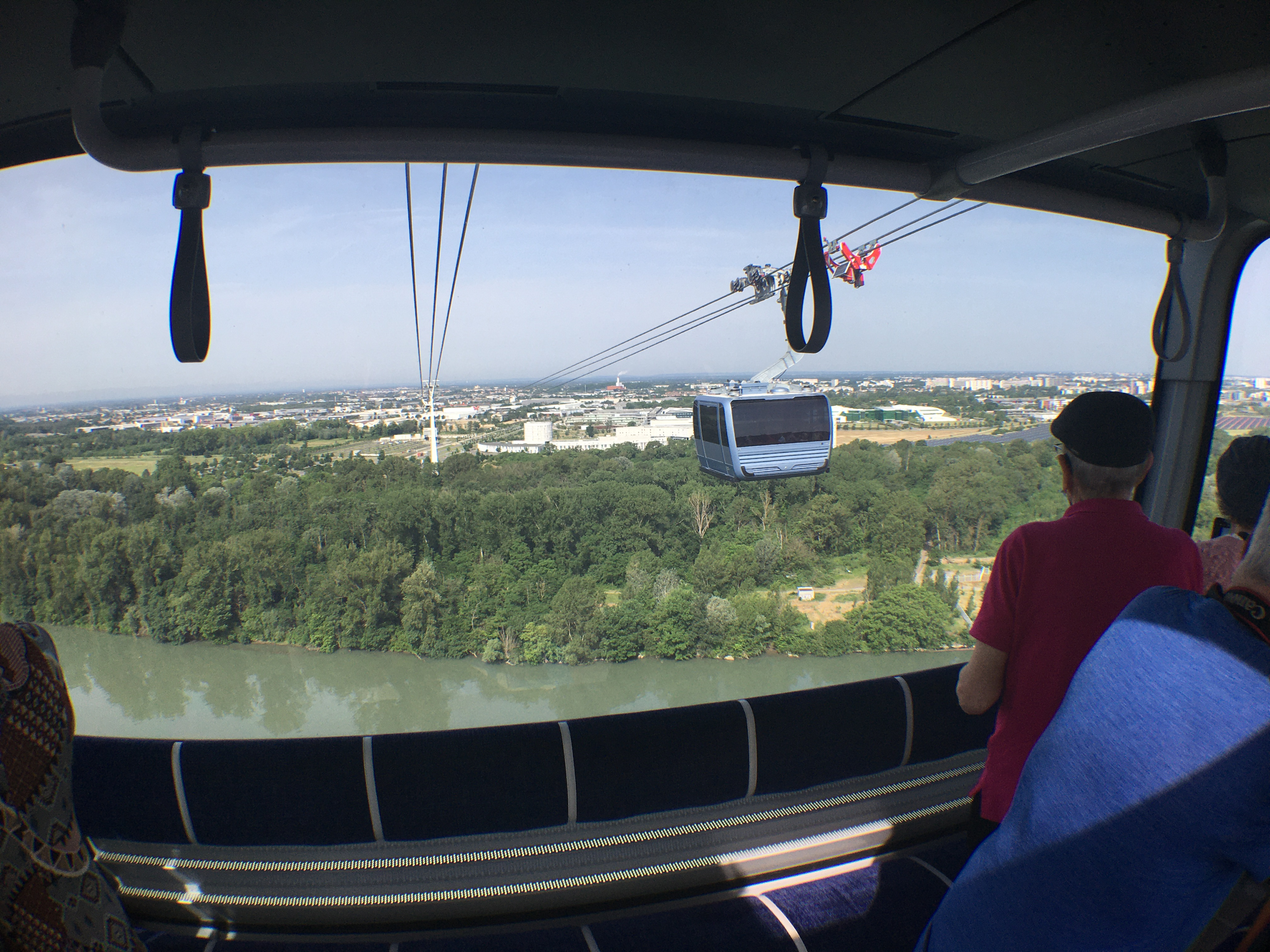
Blick aus der Seilbahn

Lage der Seilbahn auf dem Ausbauplan von 2016

Téléo (offiziell Téléphérique Urbain Sud, frühere Projektbezeichnung Aérotram) ist eine Luftseilbahn in der südfranzösischen Großstadt Toulouse.
Die im 3S-System (2 Tragseile, 1 Zugseil) erbaute Bahn ist 3,0 Kilometer lang. Sie verbindet seit Mai 2022 im Süden der Stadt das Krebsforschungszentrum „Oncopole“ und die Universität Paul Sabatier. Eine Zwischenstation bindet das „Hopital Rangueil“ (ein Krankenhaus im gleichnamigen Stadtteil) an. Dabei überquert sie in einer Fahrzeit von zehn Minuten den Fluss Garonne, ein Naturschutzgebiet und den Hügel Pech David.
Errichtet wurde die Stadtseilbahn von einem Konsortium unter Beteiligung der Unternehmen Poma (Systeme), Bouygues Travaux Publics Régions France (Konstruktion), Séquences (Architekt) und Systra (Design). Die Kosten des Bauprojekts beliefen sich auf 93 Millionen Euro.
Betrieben wird die Seilbahn vom städtischen Verkehrsverbund Tisséo, der auch Métro und Straßenbahn umfasst. Téléo ist das Bindeglied eines größeren Projekts, des Südgürtels, der den Südwesten und den Südosten des Ballungsraums zwischen Colomiers, Toulouse und Montaudran verbinden soll.